# Leptotogea pseudexcellens
Leptotogea pseudexcellens är en stekelart som beskrevs av Heinrich 1968. Leptotogea pseudexcellens ingår i släktet Leptotogea och familjen brokparasitsteklar. Inga underarter finns listade i Catalogue of Life.